# 苗栗路站
苗栗路站位于中华人民共和国湖北省武汉市江岸区，是武汉地铁6号线的地铁车站。

## 车站结构
车站沿香港路布置，位于苗栗路以北，金门路以南。

### 楼层分布
| 地面     | 地面               | 出入口                               |  |  |
| 地下一层 | 站厅               | 售票机、客服中心、武漢通充值、洗手間 |  |  |
| 地下二层 |                    | █ 6号线 往新城十一路（香港路）       |  |  |
|          | 岛式站台，左侧开门 |                                      |  |  |
|          |                    | █ 6号线 往东风公司（大智路）         |  |  |

### 車站出口
|                                                 |      |                                                                                     |
| 出口編號                                        | 設施 | 建議前往的目的地                                                                    |
| A                                               |      | 香港路 苗栗路、橋東小區、教委大院、香榭大廈                                         |
| B                                               |      | 香港路 金門路、武漢市第六醫院、江漢大學漢口校區、武漢市第六初級中學、武漢市第六中學 |
| C                                               |      | 香港路 嘉義路、武漢市民政局、香榭里小區                                             |
| D                                               |      | 香港路 澎湖路、寶島公園、武漢市第三十中學、開源·陽光城、紫荊花園                    |
| 注： 設有升降機 \| 設有輪椅升降台 \| 設有洗手間 |      |                                                                                     |

## 运营信息
- 6号线首末班车时间

## 鄰近地點
武汉市第六医院、武汉市第六中学、宝岛公园、模范路小学、西马路、香港路副食茶叶批发市场等。

### 内部链接
- 武汉地铁车站列表